# Гамбаротта, Карлос Алберто
Карлос Алберто Гамбаротта (порт.-браз. Carlos Alberto Gambarotta; 7 декабря 1893 — 17 марта 1944, Кампус-ду-Жордау), в некоторых источниках ошибочно указан, как Гамбаротто (порт.-браз. Gambarotto) — бразильский футболист, нападающий.

## Карьера
Карлос Алберто родился в известной футбольной семье италобразильцев Гамбаротта, куда входили его братья, Итало, Гвидо и Леоне. Все они в 1920-1930-х годах играли за «Коринтианс». Он начал карьеру в клубе «Итало». Оттуда футболист перешёл в «Коринтианс», дебютировав в составе команды 15 ноября 1919 года; тогда же форвард забил первый мяч за клуб. В 1922 году он выиграл титул чемпион штата Сан-Паулу и стал лучшим бомбардиром турнира. Гамбаротта играл за «Тимау» до 1928 года, проведя 180 матчей и забив 81 гол, по другим данным — 166 матчей и 79 голов, по третьим — 167 матчей (127 побед, 16 ничьих и 24 поражения) и 82 гола. Дважды футболист забивал по 4 гола: 11 июля 1920 года в ворота «Сантоса» («Коринтианс» выиграл 11:0, что до сих пор является самой крупной победой в истории этого противостояния) и 17 декабря 1922 года в матче с «АА Сан-Бенто».
Тогда же игрок выступал в составе сборной Бразилии, в которой провёл 2 матча, в каждом из которых забивал по голу. Первый из мячей принёс Бразилии победу в единственном матче Кубка Рока. Также игрок попал в состав национальной команды, поехавшей на чемпионат Южной Америки, но на поле не выходил. В 1931 году Карлос Алберто перешёл в клуб «Баия», где дебютировал 1 марта в матче с «Ипирангой» (2:0). С этим клубом нападающий выиграл один чемпионат штата. За клуб Гамбаротта провёл 38 матчей и забил 19 голов.

## Международная статистика
| Матчи Карлос Алберто Гамбаротты за сборную Бразилии | Матчи Карлос Алберто Гамбаротты за сборную Бразилии | Матчи Карлос Алберто Гамбаротты за сборную Бразилии | Матчи Карлос Алберто Гамбаротты за сборную Бразилии | Матчи Карлос Алберто Гамбаротты за сборную Бразилии | Матчи Карлос Алберто Гамбаротты за сборную Бразилии | Матчи Карлос Алберто Гамбаротты за сборную Бразилии |
| --------------------------------------------------- | --------------------------------------------------- | --------------------------------------------------- | --------------------------------------------------- | --------------------------------------------------- | --------------------------------------------------- | --------------------------------------------------- |
| №                                                   | Дата                                                | Место проведения                                    | Оппонент                                            | Счёт                                                | Голы                                                | Турнир                                              |
| 1                                                   | 22 октября 1922                                     | Сан-Паулу                                           | Аргентина                                           | 2:1                                                 | 1                                                   | Кубок Рока                                          |
| 2                                                   | 29 октября 1922                                     | Сан-Паулу                                           | Парагвай                                            | 3:1                                                 | 1                                                   | Кубок Родригеса Алвеса                              |

## Достижения

### Командные
- Чемпион штата Сан-Паулу: 1922, 1923, 1924, 1928 (АПЕА)
- Обладатель Кубка Рока: 1922
- Чемпион Южной Америки: 1922
- Чемпион штата Баия: 1931

### Личные
- Лучший бомбардир чемпионата штата Сан-Паулу: 1922 (19 голов)